# Первомайський (міський округ місто Кулебаки)
Первомайський (рос. Первомайский) — селище в Кулебацькому міському окрузі Нижньогородської області Російської Федерації.
Населення становить 311 осіб. Входить до складу муніципального утворення Міський округ місто Кулебаки.

## Історія
Раніше населений пункт належав до ліквідованого 2015 року Кулебацького району. До 2015 року входило до складу муніципального утворення Мурзицька сільрада.

## Населення
| 2002 | 2010 |
| ---- | ---- |
| 321  | ↘311 |